# Kabinett Minghetti II
Das Kabinett Minghetti II regierte das Königreich Italien vom 10. Juli 1873 bis zum 25. März 1876. Es folgte dem Kabinett Lanza und wurde von Ministerpräsident Marco Minghetti angeführt, der nach 1863 ein zweites Mal eine Regierung bildete.
Das Kabinett Minghetti II war das 14. Kabinett des Königreiches und wurde von der „Historischen Rechten“ (italienisch Destra storica) und extern von der „Historischen Linken“ (it. Sinistra storica) gestützt. Es war 2 Jahre, 8 Monate und 2 Tage im Amt. 
Nachdem das Parlament bei einer Abstimmung über eine von der Regierung eingebrachte Gesetzesänderung seine Zustimmung versagte, reichte Minghetti im Mai 1874 seinen Rücktritt ein. König Viktor Emanuel II. lehnte den Rücktritt ab und löste stattdessen im September 1874 das Parlament auf. Nach der Parlamentswahl und der am 23. November 1874 neu eröffneten XII. Legislaturperiode, hatte die von Minghetti angeführte Regierung noch 15 Monate Bestand. Als das Parlament mehrheitlich im März 1876 die bestehende Getreidesteuer zur Diskussion stellte, trat Minghetti zurück. Seine Regierung wurde abgelöst vom Kabinett Depretis I.

## Minister

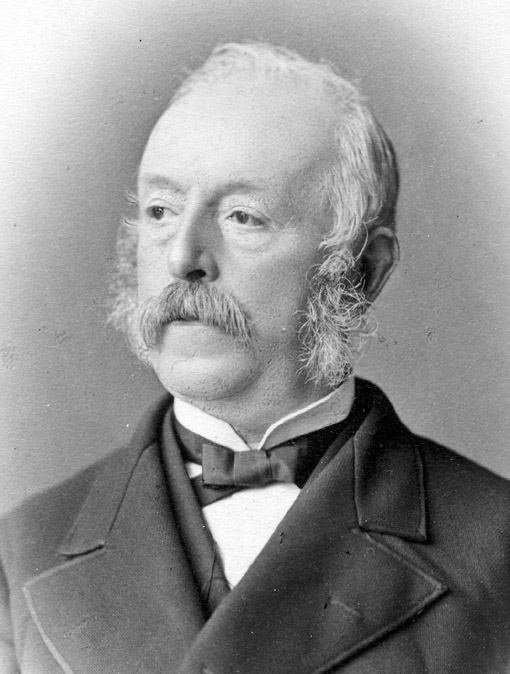
Marco Minghetti

| Ministerien                          | Name |
| ------------------------------------ | --- |
| Ministerpräsident                    | Marco Minghetti |
| Äußeres                              | Emilio Visconti-Venosta                                                                                              |
| Inneres                              | Gerolamo Canteli |
| Justiz und Kirchenangelegenheiten    | Paolo Onorato Vigliani                                                                                               |
| Krieg                                | Cesare Ricotti-Magnani                                                                                               |
| Marine                               | Simone Pacoret de Saint Bon                                                                                          |
| Finanzen                             | Marco Minghetti |
| Öffentliche Arbeiten                 | Silvio Spaventa |
| Bildung                              | Antonio Scialoja (bis 5. Februar 1874) Gerolamo Canteli (ab 6. Februar 1874) Ruggiero Bonghi (ab 27. September 1874) |
| Landwirtschaft, Industrie und Handel | Gaspare Finali |